# Mammut (2006)
Mammut (Originaltitel Mammoth) ist ein Actionfilm des Regisseurs Tim Cox aus dem Jahr 2006.

## Handlung
Ein heißer Sommernachmittag im verschlafenen Städtchen Blackwater. Plötzlich zischt ein Meteor über den Himmel, crasht durch das Dach des Naturkundemuseums. Was die arglosen Einwohner Louisianas nicht ahnen: Mit ihm kommt ein die Gestalt veränderndes Lebewesen aus dem All und materialisiert sich in der erstbesten organischen Form, die es finden kann – einem im Eis konservierten, 40 000 Jahre alten Mammut. Das Urtier erwacht zum Leben und bedroht die Stadt und ihre Einwohner. Den Special Agents Powers und Whitaker bleibt nur wenig Zeit, um das Urtier zu fangen. Unterstützt werden sie von Frank Abernathy, dem Kurator des Museums, der sein Lebenswerk zerstören muss, um seine Tochter zu schützen und der Bestie aus der Vergangenheit nicht die Zukunft des Landes zu opfern.

## Veröffentlichung
In den Vereinigten Staaten wurde der Film für das Fernsehen produziert. Im deutschsprachigen Raum wurde er am 7. August 2008 auf DVD veröffentlicht. Am 20. Mai 2013 um 11:50 Uhr lief er auf RTL II.

## Auszeichnungen
Der Film wurde für den Fernsehpreis Emmy in der Kategorie „Outstanding Special Visual Effects For A Miniseries, Movie Or A Special“ nominiert.